# Вуд, Пол Гамильтон
Пол Гамильтон Вуд (англ. Paul Hamilton Wood; 16 августа 1907, Кунур, Британская Индия — 13 июля 1962, Лондон) — британский кардиолог.

## Биография
Вырос в Англии и на Тасмании, окончил Мельбурнский университет (1931). В течение двух лет работал в больнице в Крайстчерче, затем отправился в Англию для повышения квалификации. С 1935 года работал в больнице Хаммерсмит под руководством Ф. Фрэзера, с 1937 года также в Национальном госпитале сердечных болезней. В 1942—1946 годах на военной службе в Северной Африке и Италии. В 1950 году опубликовал учебник «Болезни сердца и кровеносной системы» (англ. Diseases of the Heart and Circulation) и возглавил Институт кардиологии в Лондоне.
Умер от инфаркта. Специалисты называют Вуда крупнейшим британским кардиологом XX века, лидером европейской кардиологии середины столетия.